# René Chtiej
René Roman Chtiej, né le 21 janvier 1941 à Guesnain (Nord), est un coureur cycliste français d'origine polonaise, professionnel en 1967 et 1968.
Son frère Jean-Pierre fut aussi coureur cycliste.

## Palmarès
- 1961
  -  Champion de Pologne sur route
- 1962
  - 6eb étape du Tour de Pologne
- 1963
  -  Champion de Pologne sur route
- 1966
  - Circuit franco-belge
  - 2e de la Ronde des Flandres
- 1967
  - 2e du Circuit des monts du sud-ouest
  - 3e du Circuit de la Vienne

## Résultats sur les grands tours

### Tour d'Espagne
1 participation
- 1968 : hors délais (8e étape)